# Warbah
Warbah (Arabisch جزيرة الوربة) is een eiland dat tot Koeweit behoort. Het ligt in de Perzische Golf nabij de monding van de Eufraat, ongeveer 100 meter ten oosten van het vasteland van Koeweit, 1.5 kilometer ten noorden van Bubiyan en 1 kilometer ten zuiden van het vasteland van Irak. Het is ruwweg 15 kilometer lang en 5 kilometers breed en heeft een totale oppervlakte van 37 vierkante kilometer. Het bestaat hoofdzakelijk uit een modderige vlakte.
Warbah heeft geen permanente bewoners, hoewel de regering een post van de kustwacht handhaaft. Deze post, M-1 genaamd, wordt gedeeltelijk betaald door de Verenigde Naties.
In november 1994 erkende Irak formeel de VN-demarcatielijn als grens met Koeweit. Deze grens was aangegeven in de resoluties 687 (1991), 773 (1993), en 883 (1993) van de Veiligheidsraad. Met de erkenning van de grens door Irak kwam een eind aan Iraks eerdere aanspraken op Warbah.
Begin december 2002 opende een Iraaks schip nabij Warbah het vuur op twee patrouilleschepen van de Koeweitse kustwacht, waarna deze schepen met elkaar in botsing kwamen. Een Amerikaanse militair en twee Koeweiti's raakten gewond. Voor de aanwezigheid van de Amerikaanse militair werd geen verklaring gegeven.